# Thamnocephalus mexicanus
Thamnocephalus mexicanus är en kräftdjursart som beskrevs av Linder 1941. Thamnocephalus mexicanus ingår i släktet Thamnocephalus och familjen Thamnocephalidae. Inga underarter finns listade i Catalogue of Life.